# توم كريستوفر
توم كريستوفر (بالإنجليزية: Tom Christopher)‏ هو رسام أمريكي، ولد في 15 مايو 1952 في هوليوود في الولايات المتحدة.

## وصلات خارجية
- الموقع الرسمي